# Clinton (Carolina del Sud)
Clinton és una població dels Estats Units a l'estat de Carolina del Sud. Segons el cens del 2000 tenia 8.091 habitants.

## Demografia
Segons el cens del 2000, Clinton tenia 8.091 habitants, 2.683 habitatges i 1.666 famílies. La densitat de població era de 343,7 habitants/km².
Dels 2.683 habitatges en un 29,1% hi vivien nens de menys de 18 anys, en un 35,7% hi vivien parelles casades, en un 21,9% dones solteres, i en un 37,9% no eren unitats familiars. En el 33,8% dels habitatges hi vivien persones soles el 15,2% de les quals corresponia a persones de 65 anys o més que vivien soles. El nombre mitjà de persones vivint en cada habitatge era de 2,39 i el nombre mitjà de persones que vivien en cada família era de 3,05.
Per edats la població es repartia de la següent manera: un 22,7% tenia menys de 18 anys, un 19% entre 18 i 24, un 23,7% entre 25 i 44, un 18,9% de 45 a 60 i un 15,8% 65 anys o més.
L'edat mediana era de 32 anys. Per cada 100 dones de 18 o més anys hi havia 82,2 homes.
La renda mediana per habitatge era de 26.620 $ i la renda mediana per família de 31.842 $. Els homes tenien una renda mediana de 27.409 $ mentre que les dones 20.821 $. La renda per capita de la població era de 12.933 $. Entorn del 21,5% de les famílies i el 23,1% de la població estaven per davall del llindar de pobresa.

## Poblacions més properes
El següent diagrama mostra les poblacions més properes.